# Juan Alaminos López
Juan Alaminos López fue un pintor e ilustrador español de la segunda mitad del siglo XIX.

## Biografía
Habría nacido a mediados del siglo XIX. Pintor, natural de la localidad jiennense de Baeza, fue discípulo de la Escuela superior de pintura y grabado.  En la Exposición Nacional de 1871 presentó un estudio del natural y un retrato del rey Amadeo.  En la de 1876 expuso un Retrato, El cargamento de los caballos muertos, después de la corrida de toros, Una cuadra y Un episodio del Quijote.  Además también ilustró con su lápiz diferentes publicaciones periódicas, como El Gorro Frigio, La Vida Madrileña y La Flaca.  En 1876 pintó una colección de acuarelas representando escenas taurinas.